# Sunet Surround
Sunetul Surround (termen derivat din verbul englez „to surround”, în română însemnând „a înconjura”), este un sistem audio multicanal utilizat pentru proprietatea sa de a conferi spațialitate sunetului, punându-l astfel pe ascultător în centrul perimetrului sonor. Acest sistem este folosit în televiziune, cinematografe, sisteme home video și home cinema, etc.
Este o implementare a sunetului pe mai multe canale. Cea mai populară configurație este de tip 5.1. Cele mai cunoscute formate audio de tip 5.1 sunt Dolby Digital, DTS și Sony Dynamic Digital Sound (SDDS).
Primele implementări ale sistemului surround a fost în anul 1940 pentru desenul animat „Fantasia” realizat de Disney. Muzica a fost înregistrată pe 3 canale distincte care erau redate prin rotație de 54 de difuzoare. Un al doilea proiector era necesar pentru a reda sunetul înregistrat pe o altă bandă, iar cinematografele care dispuneau de aparatura necesară, erau foarte puține.

## Obținerea sunetului
Cea mai simplă metodă era folosirea mai multor microfoane pentru înregistrarea sunetului și apoi redarea fiecăruia prin intermediul mai multor difuzoare. A doua metodă era procesarea semnalului audio stereo prin tehnici de localizare spațială. Alte metode implicau principiul lui Huygens de propagare a undelor.